# حوضخانه چشمه آبگرم ورتون
حوضخانه چشمه آب گرم ورتون مربوط به دوره صفوی است و در شهرستان اصفهان، بخش کوهپایه، دهستان زمزه، ۱۵ کیلومتری جنوب غربی روستای ورتون واقع شده و این اثر در تاریخ ۷ خرداد ۱۳۸۷ با شمارهٔ ثبت ۲۲۹۳۵ به‌عنوان یکی از آثار ملی ایران به ثبت رسیده است.